# Michael Newberry
Michael Newberry (Newcastle upon Tyne, Inglaterra; 30 de diciembre de 1997-Belfast, Irlanda del Norte; 30 de diciembre de 2024) fue un futbolista norirlandés nacido en Inglaterra que jugó en la posición de defensa.

## Carrera
Newberry nació y creció en Newcastle upon Tyne (Inglaterra), pero tenía antepasados originarios de Irlanda del Norte.

### Carrera
Michael Newberry se unió a la academia juvenil del equipo inglés Newcastle United a la edad de 11 años, del club con sede en Gosforth, Red House Farm JFC. Fue considerado una promesa mientras jugaba para el club, pero nunca apareció para su primer equipo.  Esto se atribuyó al hecho de que tenía fracturas capilares en la columna que lo llevaron a ocho meses de baja después de que la lesión reapareciera durante la rehabilitación. En 2018, fue cedido al Víkingur Ólafsvík de Islandia antes de hacer que la mudanza fuera permanente. Jugó en 65 partidos de debut para ellos. En 2021, Newberry se unió al club norirlandés Linfield. Durante su tiempo con Linfield, ganó dos Premierships NIFL y una Copa de Irlanda. En 2024, se mudó a Cliftonville.

## Carrera internacional
Newberry representó a Irlanda del Norte a nivel internacional en el nivel juvenil debido a sus conexiones familiares. 

## Muerte
Después de haber jugado en el derbi del Boxing Day North Belfast contra Crusaders, Newberry murió repentinamente el 30 de diciembre de 2024, cumpliendo su 27° cumpleaños. La causa de su fallecimiento es muerte súbita. Los partidos programados de Cliftonville y Linfield ese día se pospusieron como muestra de respeto. Otros partidos de la NIFL Premiership guardaron un minuto de silencio antes del inicio.  Los partidos que debían jugar el Cliftonville y el Linfield fueron pospuestos a modo de homenaje.

## Carrera

### Club
| Club                     | Temporada        | Liga             | Liga       | Liga  | Copa Nacional | Copa Nacional | Copa de Liga | Copa de Liga | Continental | Continental | Otras       | Otras | Total       | Total |
| Club                     | Temporada        | División         | Aparciones | Goles | Apariciones   | Goles         | Apariciones  | Goles        | Apariciones | Goles       | Apariciones | Goles | Apariciones | Goles |
| ------------------------ | ---------------- | ---------------- | ---------- | ----- | ------------- | ------------- | ------------ | ------------ | ----------- | ----------- | ----------- | ----- | ----------- | ----- |
| Ungmennafélagið Víkingur | 2018             | 1. deild karla   | 20         | 0     | 2             | 0             | —            | —            | —           | —           | —           | —     | 22          | 0     |
| Ungmennafélagið Víkingur | 2019             | 1. deild karla   | 21         | 0     | —             | —             | —            | —            | —           | —           | —           | —     | 21          | 0     |
| Ungmennafélagið Víkingur | 2020             | 1. deild karla   | 19         | 0     | 1             | 0             | —            | —            | —           | —           | —           | —     | 20          | 0     |
| Ungmennafélagið Víkingur | Total            | Total            | 60         | 0     | 3             | 0             | —            | —            | —           | —           | —           | —     | 63          | 0     |
| Linfield                 | 2020–21          | NIFL Premiership | 6          | 1     | 2             | 0             | —            | —            | —           | —           | —           | —     | 8           | 1     |
| Linfield                 | 2021–22          | NIFL Premiership | 18         | 1     | 0             | 0             | 2            | 2            | 6           | 1           | —           | —     | 26          | 4     |
| Linfield                 | 2022–23          | NIFL Premiership | 15         | 1     | 2             | 0             | 2            | 0            | 2           | 0           | 3           | 0     | 24          | 1     |
| Linfield                 | 2023–24          | NIFL Premiership | 16         | 0     | 2             | 0             | 4            | 0            | 2           | 0           | —           | —     | 24          | 0     |
| Linfield                 | Total            | Total            | 55         | 3     | 6             | 0             | 8            | 2            | 10          | 1           | 3           | 0     | 82          | 6     |
| Cliftonville             | 2024–25          | NIFL Premiership | 19         | 0     | —             | —             | —            | —            | 2           | 0           | 1           | 0     | 22          | 0     |
| Total de carrera         | Total de carrera | Total de carrera | 134        | 3     | 9             | 0             | 8            | 2            | 12          | 1           | 4           | 0     | 167         | 6     |

=

## Logros
- NIFL Premiership: 2020–21,[9] 2021–22.[10]
- Irish Cup: 2020–21.[11]
- Irish League Cup: 2022–23,[12] 2023–24.[13]